# Batalha de Queenston Heights
A Batalha de Queenston Heights foi a primeira grande batalha da Guerra de 1812. Resultando em uma vitória britânica, ocorreu em 13 de outubro de 1812 perto de Queenston, Canadá Superior (atual Ontário).
A batalha foi travada entre os regulares dos Estados Unidos com milicianos de Nova York, liderados pelo major-general Stephen Van Rensselaer, e os regulares britânicos, milicianos de York e Lincoln, e guerreiros moicanos, liderados pelo major-general Isaac Brock e depois pelo major-general Roger Hale Sheaffe, que assumiu o comando depois que Brock foi morto.
A batalha foi travada como resultado de uma tentativa americana de estabelecer um ponto de apoio no lado canadense do rio Niágara antes que a campanha terminasse com o início do inverno. A batalha decisiva foi o culminar de uma ofensiva americana mal gerida e pode ser historicamente mais significativa para a perda do comandante britânico.
Apesar de sua vantagem numérica e da ampla dispersão das forças britânicas que se defendiam de sua tentativa de invasão, os americanos, que estavam estacionados em Lewiston, Nova York, foram incapazes de obter a maior parte de sua força de invasão através do rio Niágara por causa do trabalho da artilharia britânica e da relutância por parte da milícia americana subtreinada e inexperiente. Como resultado, reforços britânicos chegaram, derrotaram as forças americanas sem apoio e forçaram-nas a se render.